# Monte-Carlo Bay Hotel & Resort
Monte-Carlo Bay Hotel & Resort är ett fyrstjärnigt hotell som ligger på 40 Avenue Princesse Grace i Larvotto i Monaco och ägs och drivs av det statliga tjänsteföretaget Société des bains de mer de Monaco. Hotellet har 334 hotellrum och 22 hotellsviter samt tre restauranger som bland annat Blue Bay Marcel Ravin, som har två stjärnor i Michelinguiden, samt en bar och ett kasino.
Hotellet uppfördes 2005 och var ritad av Joseph Iori och Louis Rue på arkitektfirman Atelier d'Art Urbain Architects.